# Desis gardineri
Desis gardineri är en spindelart som beskrevs av Pocock 1904. Desis gardineri ingår i släktet Desis och familjen Desidae.
Artens utbredningsområde är Lackadiverna. Inga underarter finns listade i Catalogue of Life.